# Lençóis
Lençóis – miasto i gmina w Brazylii, w stanie Bahia. Znajduje się w mezoregionie Centro-Sul Baiano i mikroregionie Seabra. 
Tuż obok miasta leży Park Narodowy Chapada Diamantina. Wraz z jego utworzeniem w 1985 głównym źródłem zysku dla miasta stała się turystyka. W mieście dawniej znajdowała się kopalnia diamentu. Osadnicy zaczęli przybywać na obszar obecnego miasta w 1844 celem poszukiwania diamentów w aluwium rzecznych. Mieszkali w prowizorycznych namiotach, które z okolicznych wzgórz wyglądały jak suszące się prześcieradła, stąd nazwa miasta Lençóis (port. lençol – prześcieradło). W latach 80. XX wieku wprowadzono do użytku pompy górnicze, które znacznie usprawniły wydobycie, jednak ich używania zakazano w 1995.

## Demografia
Tabela zawierająca liczbę ludności w różnych latach:
| 1970  | 1980  | 1991  | 2000  | 2010   |
| ----- | ----- | ----- | ----- | ------ |
| 5 131 | 5 639 | 7 584 | 8 910 | 10 368 |

W 2000 roku 28,53% mieszkańców w wieku 15 lat lub więcej było analfabetami.